# Добровільна простота
Просте життя або добровільна простота (англ. simple living, дос. «просте життя», рос. опрощение, дос. «спрощення», фр. simplicité volontaire, дос. «добровільна простота») — вибір людиною способу життя, який передбачає свідоме зменшення споживання. Таке життя може характеризуватися, наприклад, добровільним скороченням майна — відомим як мінімалізм — або намаганням до самозабезпечення.
Причини такого вибору можуть бути різними — етичними, релігійними, екологічними тощо. Спрощення не слід змішувати з аскетизмом, оскільки не всіх прихильників простого життя буде правильно назвати аскетами.

## Практика
Добровільне спрощення є однією зі складових деґрадації, але це передусім питання індивідуальної ініціативи, а не колективних заходів, що їх вживають органи державної влади.

### Глобальне розуміння споживання
Цей підхід застосовується на щоденній основі, змушуючи переосмислювати працю, споживання (див. Етичне споживання), їжу, житло, здоров'я, подорожі, свята, дозвілля, соціальні відносини тощо.
Таким чином, наслідки кожної дії розглядаються глобально:
- Якою була ціна виробництва (для планети, для прав людини)?
- Що це дає мені? Чи дійсно мені це потрібно?
- Наскільки це робить мене залежним від грошей? (чи повинен я більше працювати? мати менше дозвілля?)

### Зміцнення політичних спроможностей
Добровільна простота — це modus vivendi, що розвинувся в постіндустріальних суспільствах, більшість з яких є західними суспільствами з представницькою демократією. Коли люди відчувають, що влада вислизає від них або що їхні ідеї не можуть достукатися до влади, добровільна простота дає можливість громадянам безпосередньо впливати на своє життєве середовище та публічний простір.
Дехто вважає, що цього недостатньо на індивідуальному рівні. Інші стверджують, що екологічний перехід має відбуватися на кількох рівнях, і що залучення громадськості є одним із цих рівнів, а отже, не менш важливим. Поміркованість, хай і невелика, є корисною для загального блага.

## Критика
Добровільну простоту критикують мислителі, які наголошують на перевагах з точки зору якості життя, які приніс матеріальний прогрес, і на неможливості «повернути час назад», якщо ми не хочемо різко знизити рівень життя людей. Наприклад, Бйорн Ломборг (1965-) стверджує, що прогрес вивільнив надзвичайну кількість робочої сили в західних країнах, яка тепер може бути використана кожною людиною для реалізації свого потенціалу:
|                                         | Якби нам довелося повернути час назад, нам би знадобилося 150 «сервісних активів» у Західній Європі та 300 у Сполучених Штатах, щоб виробляти еквівалентну кількість енергії для кожного громадянина. |
| — Бйорн Ломборг, L'Écologiste sceptique | |

Дріє Годфріді з ліберального аналітичного центру Institut Hayek вважає, що людство побороло голод у світі завдяки глобалізації торгівлі, хоча це супроводжувалося безпрецедентним зростанням населення планети:
|                                                                                          | Послідовні звіти Продовольчої та сільськогосподарської організації ООН (ФАО) свідчать про це: ніколи ще на планеті не жило так багато людей; ніколи ще частка людей, які страждають від голоду, не була такою низькою. |
| — Дріє Годфріді, Remarques sur la théorie de la décroissance, Le Banquet, n° 25, 2008/1. | |

Добровільна простота також критикується лівими мислителями, які вважають, що неможливо повернутися до попереднього способу життя. Деякі марксисти, наприклад, відповідають, що саме шляхом організації мас тих, хто отримує найменше користі від нинішнього суспільства, можна побудувати нове, гуманніше суспільство. Вони не слідують за мислителями добровільної простоти, бо хочуть не втекти від суспільства, а трансформувати його. Вони критикують добровільну простоту за те, що вона приваблює переважно прихильників або адептів із середнього та вищого класів суспільства. Однак інші марксистські мислителі, такі як Корнеліус Касторіадіс, розробили синтез марксизму та радикальної екології і вважаються предтечами деґроу.
Однак ця критика зводиться до того, що добровільна простота передбачає певну форму «повернення назад», «заперечення прогресу» і «відходу від суспільства», а це не те, до чого закликають практики добровільної простоти (які насправді прагнуть до добровільного скорочення споживання та його наслідків).

## Приклади
Найдавніші сліди аскетизму можна знайти в грецькій філософії, зокрема в стоїцизмі, і в деяких релігіях (християнстві, особливо у францисканстві в 13 столітті, ісламі, індуїзмі, буддизмі тощо). Найчастіше його прихильниками називають авторів 19 століття, як європейських (Лев Толстой і Джон Раскін), так і американських (Генрі Девід Торо).
Серед випадків, коли люди жертвували кар'єрою, соціальним статусом, багатством на користь духовного самовдосконалення, можна згадати римського імператора Діоклетіана, який вирушив доживати свій вік в Іллірію, оселившись в своєму маєтку на самоті понад 8 років. На спробу Максиміана і Галерія переконати його повернутися знову до влади він відповів рішучою відмовою, зауваживши, між іншим, що якби вони бачили, яка виросла капуста, яку він сам посадив, то не стали б іншим разом приставати до нього зі своїми пропозиціями.